# Günter Grau

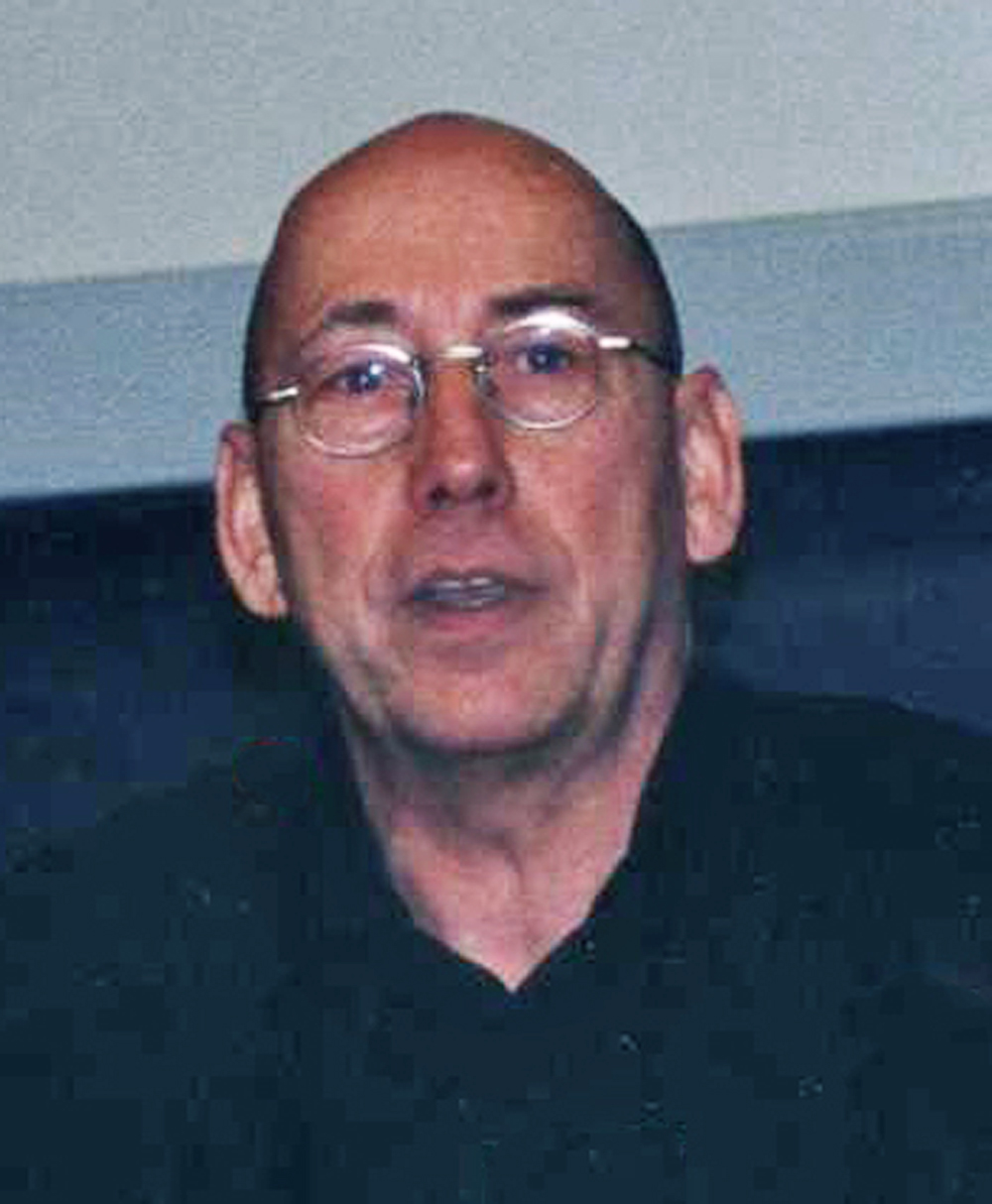
Günter Grau im Jahr 2000

Günter Grau (* 10. März 1940 in Quedlinburg) ist ein deutscher Sexualwissenschaftler, Medizinhistoriker, Autor und Herausgeber.

## Leben
Günter Grau studierte Volkswirtschaft in der DDR und legte 1962 sein Staatsexamen ab. 1963 bis 1971 arbeitete er als Redakteur der Wissenschaftlichen Zeitschrift der Karl-Marx-Universität Leipzig. Daneben studierte er von 1968 bis 1971 extern Psychologie.
Grau arbeitete an den Universitätsinstituten für Geschichte der Medizin in Leipzig und der Charité Berlin. Er hat zahlreiche Beiträge veröffentlicht, unter anderem zur Aufarbeitung des Schicksals homosexueller Männer im Dritten Reich.
Anfang Dezember 2002 schrieb Günter Grau einen Protestbrief inklusive umfangreicher Unterschriftenliste an den deutschen Bundespräsidenten Johannes Rau „wegen der Verleihung des Bundesverdienstkreuzes an Günter Dörner“, da Dörner in seiner Lehre zu den „funktionellen Missbildungen“ die Hypothese aufstellt, Homosexualität sei eine vorgeburtliche, neuroendokrine und damit zu behandelnde „Missbildung“.
2009 gab er gemeinsam mit Volkmar Sigusch sein Personenlexikon der Sexualforschung heraus, 2011 veröffentlichte er sein Lexikon zur Homosexuellenverfolgung 1933–1945, Untertitel Institutionen – Kompetenzen – Betätigungsfelder.
Anfang 2012 referierte Grau in der KZ-Gedenkstätte Osthofen über Homosexualität im Dritten Reich.
Grau ist assoziierter Mitarbeiter der Forschungsstelle Geschichte der Sexualwissenschaft bei der Magnus-Hirschfeld-Gesellschaft Berlin.

## Schriften (unvollständig)
- Günter Grau: Lexikon zur Homosexuellenverfolgung 1933–1945. Institutionen – Kompetenzen – Betätigungsfelder, mit einem Beitrag von Rüdiger Lautmann, in der Reihe Geschichte, Forschung und Wissenschaft, Bd. 21, Lit, Berlin / Münster 2011, ISBN 978-3-8258-9785-7
- Volkmar Sigusch, Günter Grau (Hrsg.): Personenlexikon der Sexualforschung, Campus, Frankfurt am Main / New York, NY 2009, ISBN 978-3-593-39049-9
- Günter Grau: Iwan Bloch, Hautarzt, Medizinhistoriker, Sexualforscher, herausgegeben vom Centrum Judaicum, Hentrich & Hentrich, Teetz / Berlin 2007, ISBN 3-938485-41-8 (= Jüdische Miniaturen, Band 57).
- Günter Grau (Red.): Der Kampf um das Frankfurter Institut für Sexualwissenschaft. Aufruf – Proteste – Beschlüsse, hrsg. vom Klinikum der Johann Wolfgang Goethe-Universität Frankfurt am Main, Institut für Sexualwissenschaft, Frankfurt am Main: Institut für Sexualwissenschaft, 2006 (PF, 493 kB, 92 Seiten)
- Günter Grau (Hrsg.): Homosexualität in der NS-Zeit. Dokumente einer Diskriminierung und Verfolgung, mit einem Beitrag von Claudia Schoppmann, überarbeitete Neuausgabe, in der Reihe Die Zeit des Nationalsozialismus, Fischer-Taschenbuch, Frankfurt am Main 2004, ISBN 3-596-15973-3
- Lutz van Dijk: Einsam war ich nie. Schwule unter dem Hakenkreuz 1933–1945, unter Mitarbeit von Günter Grau, mit einem Nachwort von Wolfgang Popp, Berlin: Querverlag, 2003, ISBN 3-89656-097-2
- Günter Grau: Homoszexualitás a Harmadik Birodalomban / a diszkrimináció és az üldözés dokumentumai (ungarisch), írta és szerk. Günter Grau [Ford. Czeglédi András ...], Budapest: Osiris, 2001 ISBN 963-389-114-0
- Günter Grau (Hrsg.): Schwulsein 2000 / Perspektiven im vereinigten Deutschland, mit Beiträgen von Olaf Brühl und Anderen, in der Reihe Edition Waldschlösschen, Bd. 2, Hamburg: MännerschwarmSkript-Verlag, 2001, ISBN 3-928983-90-3
- Günter Grau (Ed.): Hidden Holocaust? Gay and lesbian persecution in Germany 1933–45 (engl.), with a contribution by Claudia Schoppmann, translated by Patrick Camiller, London: Cassell, 1995, ISBN 0-304-32956-8 und ISBN 0-304-32958-4
- Detlef Grumbach (Hrsg.): Die Linke und das Laster. Schwule Emanzipation und linke Vorurteile, mit Beiträgen von Günter Grau und Anderen, Hamburg: MännerschwarmSkript-Verlag, 1995, ISBN 3-928983-30-X
- Günter Grau, Peter Schneck (Hrsg.): Akademische Karrieren im Dritten Reich: Beiträge zur Personal- und Berufungspolitik an Medizinischen Fakultäten, Berlin: Institut für Geschichte der Medizin der Humboldt-Universität Berlin, 1993, ISBN 3-9803520-0-5
- Günter Grau (Hrsg.): Lesben und Schwule – was nun? / Frühjahr 1989 bis Frühjahr 1990 / Chronik – Dokumente – Analysen – Interviews, Berlin: Dietz, 1990, ISBN 3-320-01612-1
- Günter Grau: AIDS / Krankheit oder Katastrophe?, in der Reihe Nl konkret / Wissenswertes für junge Leute, Heft 86, Berlin: Verlag Neues Leben, 1990, ISBN 3-355-00931-8
- Günter Grau (Hrsg.): Und diese Liebe auch / Theologische und sexualwissenschaftliche Einsichten zur Homosexualität, mit einem Geleitwort von Heinrich Fink, Beiträge von Lykke Aresin und Anderen, Berlin: Evangelische Verlags-Anstalt, 1989, ISBN 3-374-00502-0